# Pseudotanais borceai
Pseudotanais borceai is een naaldkreeftjessoort uit de familie van de Pseudotanaidae. De wetenschappelijke naam van de soort is voor het eerst geldig gepubliceerd in 1960 door Bacescu.